# Yiinthi anzsesorum
Yiinthi anzsesorum là một loài nhện trong họ Sparassidae.
Loài này thuộc chi Yiinthi. Yiinthi anzsesorum được Hugh Davies miêu tả năm 1994.